# Alexa Dannemiller
Alexa Marie Dannemiller (9 giugno 1993) è un'ex pallavolista statunitense.
Giocava nel ruolo di palleggiatrice.

## Carriera

### Club
La carriera di Alexa Dannemiller nei tornei scolastici dell'Ohio, ai quali partecipa con la Lakota West HS fino al diploma. Concluse le scuole superiori gioca per la squadra della sua università, la Michigan, impegnata nella NCAA Division I dal 2011 al 2014, raggiungendo le semifinali nazionali della NCAA Division I 2012.
Dopo un periodo di inattività, nella stagione 2016-17 firma il suo primo contratto professionistico, approdando in Germania allo Schweriner, club di 1. Bundesliga col quale vince lo scudetto. Nella stagione successiva si trasferisce in Francia, vestendo la maglia dell'ASPTT Mulhouse, in Ligue A, con cui conquista la Supercoppa francese.
Nel campionato 2018-19 è nuovamente nella massima divisione tedesca col Potsdam: al termine dell'annata si ritira dalla pallavolo giocata.

## Palmares

### Club
- Campionato tedesco: 1

2016-17
- Supercoppa francese: 1

2017

### Premi individuali
- 2012 - NCAA Division I: Berkeley Regional All-Tournament Team